# Province du Santa
La province du Santa (en espagnol : Provincia del Santa) est l'une des vingt provinces de la région d'Ancash, au Pérou. Son chef-lieu est la ville de Chimbote.

## Géographie
La province couvre une superficie de 4 004,99 km2. Elle est limitée au nord par la région de La Libertad, à l'est par les provinces de Pallasca, de Corongo, de Huaylas et de Yungay, au sud par la province de Casma, à l'ouest par l'océan Pacifique.

Désert de Chimbote

## Histoire
La province fut créée le 12 février 1821. Elle doit son nom au Río Santa, qui se jette dans l'océan Pacifique au nord de Chimbote. Jusqu'en 1824, le territoire actuel de la province faisait partie du département de Lima. Par la suite, elle forma le département La Costa avec les territoires des provinces de Casma, Huarmey et Pativilca, lequel annexa la région de Huaylas pour former la région d'Ancash.

## Population
La population de la province s'élevait à 403 605 habitants en 2007.

## Subdivisions

La province du Santa est divisée en neuf districts :

1. Coishco

2. Santa

3. Chimbote

4. Macate

5. Cáceres del Perú

6. Nuevo Chimbote

7. Nepeña

8. Moro

9. Samanco

## Communication
La province est traversée par la route panaméricaine.